# Szergej Alekszandrovics Szvetlov
Szergej Alekszandrovics Szvetlov (oroszul: Сергей Александрович Светлов; Penza, Szovjetunió, 1961. január 17. –) szovjet–orosz jégkorongozó, csatár.

## Pályafutása
- 1977–1978 között a penzai "Gyizeliszt" csapatában játszott.
- 1978–1989 között a HK Dinamo Moszkva játékosa, ahol 375 meccsen 134 gólt szerzett.
- 1988-ban draftolta a New Jersey Devils (National Hockey League), de nem játszott végül a tengerentúli bajnokságban.
- 1989–1990 között Magyarországon az Újpesti Dózsa csapatában játszott.
- 1992–1994 között Németországban, a EC Ratinger Löwen csapatában játszott.
- 1995–1996 között pedig a szintén német Herne városában fejezte be pályafutását.

## Sikerei
A szovjet bajnokságban a Dinamóval ötször szerzett ezüstérmet (1979, 1980, 1985–1987) és négyszer bronzérmet (1981–1983, 1988). 1985-ben kupadöntőt játszott. Olimpiai bajnok (1988). Háromszoros Európa-bajnok (1985, 1986, 1987), egyszeres világbajnok (1986), világbajnoki ezüstérmes (1987) és világbajnoki bronzérmes (1985).
A világ- és Európa-bajnokságokon, valamint a téli olimpiákon összesen 38 mérkőzésen játszott és 12 gólt szerzett. 154-szeres szovjet válogatott, 57 gólt szerzett.

## Edzői karrier
- 1996–1997 –  EV Landshut Cannibals
- 1999–2004 –  ESV Kaufbeuren
- 2008.        ETC Crimmitschau